# Маріанна Дюбюк
Маріанна Дюбюк (фр. Marianne Dubuc, 1980) — дитяча письменниця та ілюстраторка, народилася в Монреалі, проживає у Квебеці. Навчалася у Квебецькому університеті у Монреалі, де вивчала графічний дизайн.

## Творчість
Перша книжка Море вийшла (2006) французькою і згодом була перекладена на англійську (2012). Наступну книжку Перед моїм будинком (2010) перекладено більш, ніж 15 мовами. В українському перекладі (2020) вийшла книжка-картинка Лев і пташка у Видавництво Старого Лева. Це мила історія для дітей та дорослих про любов і дружбу, розлуку та радість від зустрічі. У книжці-картинці розповідається про цінність моментів простого життєвого щастя.

## Переклади українською
- Лев і пташка / Маріанна Дюбюк ; переклад з французької Леоніда Кононовича. — Львів: Видавництво Старого Лева, 2020. — 76 с. — ISBN 978-617-679-751-7.

- Я не твоя мама / Маріанна Дюбюк ; переклад з французької Леоніда Кононовича. — Львів: Видавництво Старого Лева, 2020. — 72 с. — ISBN 978-617-679-862-0.